# Dąbrówka Wisłocka
Dąbrówka Wisłocka est une localité polonaise de la gmina de Radomyśl Wielki, située dans le powiat de Mielec en voïvodie des Basses-Carpates.